# Енд зона
Енд зона (енгл. End zone), је део терена на оба краја, који обухвата 10 јарди и представља зону постизања поена у америчком фудбалу. Оивичена је енд линијом са једне и гол линијом са друге стране. Уношењем лопте у енд зону постуже се тачдаун.